# Битва при Кампу-Майор
В битве при Кампу-Майор, или Кампо Майор, 25 марта 1811 года бригадир Роберт Баллард Лонг с англо-португальской конницей и авангардом под командованием Уильяма Бересфорда, столкнулся с французскими войсками под командованием дивизионного генерала Виктора Николя де Фэ, маркиза де Латур-Мобур. После первоначального успеха некоторые из всадников союзников предались безрассудному преследованию французов. Были получены ошибочные данные, что все они попали в плен. Вследствие этого Бересфорд остановил свои войска, и французы смогли избежать разгрома и вернуть себе конвой с артиллерийскими орудиями.

## Предыстория
В течение зимы 1810—1811 гг. французская армия маршала Андре Массены продолжала тщетную осаду англо-португальской армии лорда Веллингтона, которая была скрыта за линиями Торрес-Ведрас под Лиссабоном. В конце концов у Массены закончились припасы, и в марте он ушёл в сторону Алмейды. Тем временем 26 января маршал Николя Сульт осадил Бадахос. Крепость пала 11 марта.
15 марта маршал Эдуар Мортье и 4500 военнослужащих, принадлежащих к V корпусу, осадили замок Кампу-Майор. Майор Хосе Талая с 800 португальскими ополченцами и 50 старыми пушками отважно защищал древнюю португальскую крепость, расположенную в 18 км к северо-западу от Бадахоса. Замок продержался до 21 марта, когда французские бомбардировки сделали оборону невозможной.
Веллингтон отправил маршала Уильяма Бересфорда с 18-тысячной армией для освобождения Бадахоса; когда весть о падении города достигла союзников, Бересфорд продолжил наступление с целью отвоевания Бадахоса.

## Битва
Мортье поручил Латур-Мобуру сопровождать конвой с осадными орудиями из Кампу-Майора, покинутого французами, в Бадахос. Французские войска включали в себя три батальона 100-го линейного пехотного полка, половину батареи конной артиллерии и восемь эскадронов кавалерии: 2-й и 10-й гусарский, 26-й драгунский и один эскадрон шассёров из 4-го (про-французского) испанского лёгкого кавалерийского полка. Чтобы помешать действиям французов, Бересфорд направил бригадного генерала Роберта Лонга и 15½ эскадронов кавалеристов: британскую тяжелую кавалерийскую бригаду, португальскую легкую кавалерийскую бригаду и британский лёгкий кавалерийский полк без бригады. В бою приняли участие только 13-й лёгкий драгунский полк, 1-й и 7-й португальские кавалерийские полки и часть артиллерийской батареи Кливса КГЛ, в общей сложности 700 сабель и две пушки.
25 марта Лонг бросил 13-й лёгкий драгунский полк (два с половиной эскадрона) на 26-й драгунский (три эскадрона), а португальский 7-й драгунский (два слабых эскадрона) прикрыли их левый фланг. Французские драгуны были разбиты, а их командир генерал Шаморен был убит. Вся французская кавалерия из шести эскадронов — два остались в поддержке пехоты — была разбита и бежала в направлении Бадахоса. Историк сэр Джон Фортескью писал: «Тринадцатый полк, в котором было не более двухсот человек, и который в одиночку победил врага вдвое или втрое сильнее, трудно перехвалить». Британские всадники в сопровождении 7-го эскадрона португальских драгунов под предводительством Лофтуса Отуэя начали отчаянную погоню за побеждёнными французами. Они наткнулись на конвой из 18 осадных орудий, захватили его и продолжили гнать неприятеля ещё 11 километров (6,8 миль). Невероятно, но некоторые из лёгких драгунов доехали до крепости Бадахос и были отброшены её огнем. Французская кавалерия вышла из города, чтобы отогнать союзных всадников. Бересфорд, которому передали ошибочные данные о том, что 13-й эскадрон лёгких гусар был захвачен в полном составе, прекратил атаку, когда две его пушки только-только открыли огонь по французской колонне, британская тяжелая кавалерия была уже рядом, и начала подходить британская пехота. Решение Бересфорда отозвать свои войска в тот момент, когда они оказались в состоянии уничтожить или заставить капитулировать всю французскую колонну, было принято его критиками в качестве признака отсутствия военной проницательности, которую он позже выказал в битве при Ла-Альбуэра.
После того, как Бересфорд остановил свои войска, французская пехота продолжала беспрепятственно продвигаться по дороге и, дождавшись отхода лёгкой кавалерии союзников, легко вернула себе конвой и успешно сопроводила его в Бадахос. Однако союзная конница сумела всё-таки захватить одну пушку (гаубицу).

## Итоги
Из 2400 сражавшихся французы потеряли 200 человек, в том числе 108 из 26-го драгунского, и одну пушку. Всего потери союзников составили 168 человек. 13-й лёгкий драгунский потерял 10 убитых, 27 раненых и 22 взятых в плен. Португальские полки потеряли 14 убитых, 40 раненых и 55 пленных. Союзники вернули под свой контроль Кампу-Майор.
Погоня за силами Латур-Мобура не удалась, несмотря на то, что численно англичане и португальцы их значительно превосходили. Причина этой неудачи впоследствии оспаривалась между сторонниками бригадира Лонга и маршала Бересфорда. Бересфорд считал, что Лонг потерял контроль над своей лёгкой кавалерией. Он также утверждал, что только его личное командование бригадой тяжёлых драгунов помешало Лонгу отдать им приказ о самоубийственной атаке на французскую пехоту. Лонг придерживался мнения, и был впоследствии поддержан историкос сэром Уильямом Напьером, что если бы Бересфорд дал свободу действия британской бригаде тяжёлых драгунов, то смог бы отогнать оставшуюся французскую кавалерию (два эскадрона, которые не были атакованы 13-м лёгким драгунским), которые защищали свою пехоту, и тем самым вынудить французскую пехоту сдаться.
Ещё в трёх случаях кавалерия Веллингтона выходила из-под контроля: 20-й лёгкий драгунский эскадрон в битве при Вимейру, 23-й лёгкий драгунский в битве при Талавере и бригада Джона Слейда в битве при Магилье. Следующим крупным сражением в южном секторе стала битва при Ла-Альбуэра.

## Последствия
Веллингтон, получив отчет Бересфорда о столкновении в Кампу-Майор, сделал особенно резкий выговор 13-му лёгкому гусарскому полку, назвав их «сбродом» и пригрозив отобрать у них лошадей и отправить полк на службу в Лиссабон. После этого офицеры полка написали коллективное письмо Веллингтону с подробным описанием своих действий. Сообщается, что Веллингтон сказал, что если бы он знал все факты, то никогда не сделал бы выговор. Публикация работы Напьера о Пиренейской войне в 1830-х годах вновь разожгла споры вокруг Кампу-Майор и привела к ожесточённому обмену брошюрами между Напьером и племянником Лонга с одной стороны и Бересфордом и его сторонниками с другой.